# Leander tenuicornis
Leander tenuicornis är en kräftdjursart som först beskrevs av Thomas Say 1818.  Leander tenuicornis ingår i släktet Leander och familjen Palaemonidae. Inga underarter finns listade i Catalogue of Life.